# Palaemonias ganteri
Palaemonias ganteri är en kräftdjursart som beskrevs av Hay 1901. Palaemonias ganteri ingår i släktet Palaemonias och familjen Atyidae. IUCN kategoriserar arten globalt som starkt hotad. Inga underarter finns listade i Catalogue of Life.